# Kwere (langue)
Pour les articles homonymes, voir Kwere.
Le kwere est une langue bantoue parlée par 98 000 Kwere, en Tanzanie.